# Phonogram
Phonogram International B.V., opérant sous le nom de Phonogram, est une société multinationale de production et de distribution musicale, basée aux Pays-Bas et filiale de la major du disque PolyGram. Aujourd'hui disparue, Phonogram a géré à travers le monde les labels discographiques Philips, Fontana, Mercury et Vertigo.

## Historique
Phonogram International B.V. a été fondée en 1953 sous le nom de Phonogram N.V. par la maison de disques néerlandaise Philips Phonografische Industrie N.V. (PPI), une filiale du groupe Philips. Phonogram N.V. a pour rôle d'assurer la promotion et la distribution des disques publiés par PPI, tout d'abord aux Pays-Bas puis dans les autres pays où PPI est présente. 
À la suite de la création en 1972 de PolyGram, résultat de la fusion entre PPI et la maison de disques allemande Deutsche Grammophon, Phonogram N.V. devient une division de la nouvelle entité sous le nom de Phonogram International B.V. et reprend toutes les activités de PPI. Les filiales de PPI à travers le monde sont rebaptisées Phonogram.
Au sein de PolyGram, Phonogram International B.V. a la responsabilité des labels Philips, Fontana, Mercury, Pergola et Vertigo. Elle gère également des accords de distribution avec des labels indépendants tels que Bronze Records, Charisma Records, Island Records, Sire Records et Virgin Records, et publie leurs albums dans plusieurs pays à travers le monde.
En 1983, à la suite de la décision par PolyGram de recentrer le label Philips essentiellement sur la musique classique, Phonogram crée le sous-label Philips Classics.
En 1995, le Bureau Benelux des Marques (BBM) ayant rejeté la demande soumise par PolyGram d'enregistrer la raison sociale Phonogram comme marque de commerce, PolyGram décide d'abandonner l'utilisation du nom Phonogram et de le remplacer par la marque Mercury, qui est détenue par la major du disque. Les filiales de Phonogram International B.V. sont renommées Mercury au niveau mondial.
En 1999, à la suite de la fusion entre PolyGram et Universal Music Group, consécutive au rachat de PolyGram par le groupe canadien Seagram, la division Phonogram International B.V. disparait.

Quelques uns des labels publiés par Phonogram
Philips
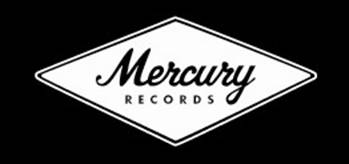
Mercury
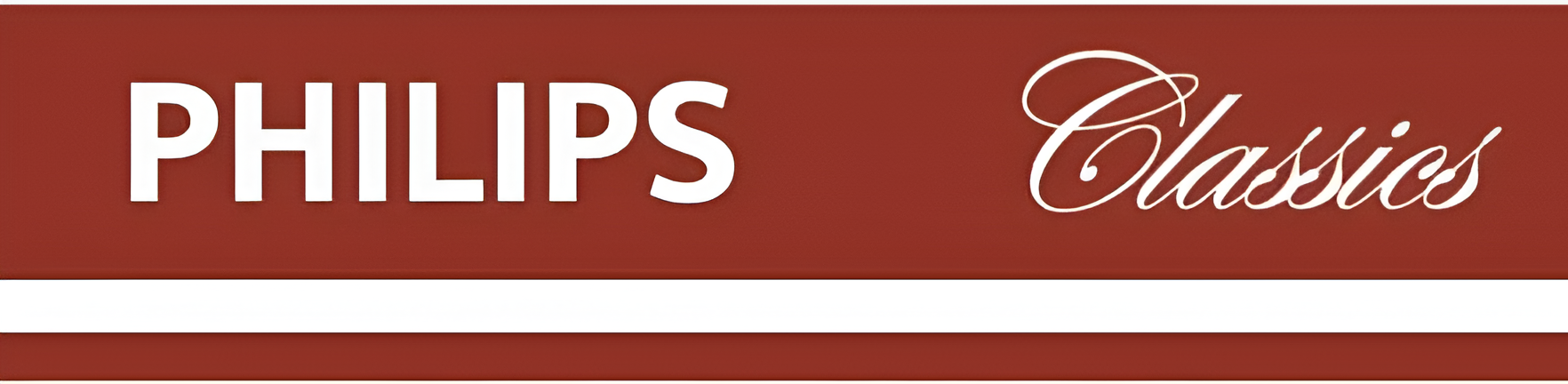
Philips Classics
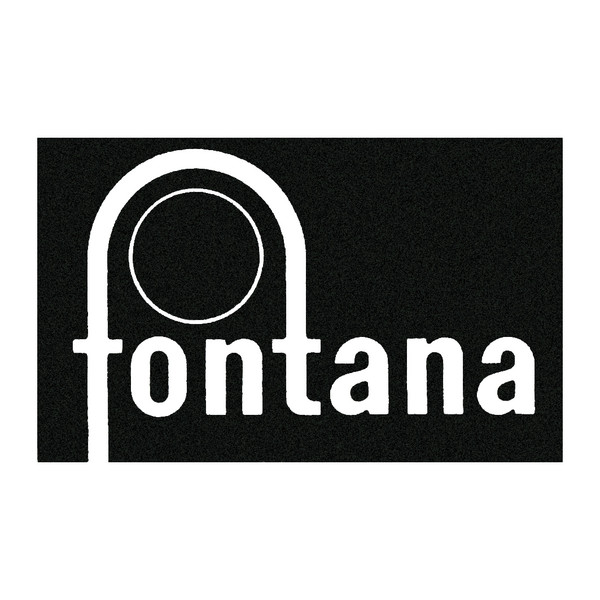
Fontana
Island Records

## Principaux artistes
Parmi les artistes qui ont été publiés par Phonogram, on peut mentionner :
- Claudio Arrau
- Maria Bethânia
- Black Sabbath
- Blondie
- Bon Jovi
- Georges Brassens
- J.J. Cale
- Johnny Cash
- José Carreras
- Def Leppard
- Dio
- Dire Straits
- Brian Eno
- Peter Gabriel
- Serge Gainsbourg
- Rory Gallagher
- Bob Geldof
- Genesis
- Gilberto Gil
- Nina Hagen
- Bernard Haitink
- Johnny Hallyday
- Uriah Heep
- Jethro Tull
- Elton John
- Grace Jones
- Tom Jones
- King Crimson
- KISS
- Kool & the Gang
- Vicky Leandros
- Jerry Lee Lewis
- Paco de Lucía
- Bob Marley
- Mireille Mathieu
- Metallica
- Nana Mouskouri
- Ramones
- André Rieu
- Demis Roussos
- Roxy Music
- Rush
- Scorpions
- Mercedes Sosa
- Dusty Springfield
- Status Quo
- Cat Stevens
- Rod Stewart
- Alan Stivell
- Donna Summer
- Tears for Fears
- Thin Lizzy
- U2
- Caetano Veloso
- Barry White
- John Williams
- Gheorghe Zamfir

### Articles Connexes
- Philips Records
- Philips Classics
- PolyGram
- Fontana Records
- Mercury Records
- Vertigo Records